# Hans Harder (Indologe)
Hans Harder (* 1966 in Braunschweig) ist ein deutscher Südasienwissenschaftler.

## Leben
Von 1986 bis 1988 studierte er Indologie, Philosophie und Journalistik an der Universität Hamburg und von 1988 bis 1992 Indologie und Ethnologie an der Universität Heidelberg (1992 Magisterabschluss vom Südasieninstitut). Von 1995 bis 2004 war er wissenschaftlicher Mitarbeiter, seit 1999 Assistent am Institut für Indologie und Südasienwissenschaften, Universität Halle-Wittenberg. Nach der Promotion 1997 am Institut für Indologie in Halle an der Saale bei Rahul Peter Das (Bankimchandra Chattopadhyay's Srimadbhagabadgita: Translation and Analysis) war er von 2004 bis 2007 Projektleiter der von der Volkswagenstiftung geförderten Forschergruppe Nationalist Ideology and the Historiography of Literature in South Asian Cultures am Institut für Indologie und Südasienwissenschaften, Universität Halle-Wittenberg. Nach der Habilitation im Fach Sprachen und Kulturen des neuzeitlichen Südasiens 2006 an der Universität Halle-Wittenberg zum Thema The Maijbhandaris of Chittagong: Sufism, Saint Veneration and Bengali Islam lehrt seit 2007 als Professor für Neusprachliche Südasienstudien (Moderne Indologie) am Südasien-Institut in Heidelberg.
Seine Forschungsschwerpunkte sind neuere südasiatische Literaturen (besonders Bengali und Hindi, aber auch Marathi, Urdu und Tamil), Geistesgeschichte des kolonialen und unabhängigen Südasiens, religiöse Strömungen, insbesondere bengalischer Islam und moderner Hinduismus und satirische Traditionen in Südasien.

## Schriften (Auswahl)
- Fiktionale Träume in ausgewählten Prosawerken von zehn Autoren der Bengali- und Hindiliteratur. Halle an der Saale 2001, ISBN 3-86010-636-8.
- Bankimchandra Chattopadhyay's Śrīmadbhagabadgītā: Translation and Analysis. Delhi 2001, ISBN 81-7304-376-0.
- Der verrückte Gofur spricht. Mystische Lieder aus Ostbengalen. Heidelberg 2004, ISBN 3-937603-01-8.
- Sufism and Saint Veneration in Contemporary Bangladesh: The Maijbhandaris of Chittagong. London 2011, ISBN 0-415-58170-2.

## Belege
1. ↑  https://www.uni-heidelberg.de/studium/journal/2008/04b/harder.html

| Personendaten    | Personendaten      |
| ---------------- | ------------------ |
| NAME             | Harder, Hans       |
| KURZBESCHREIBUNG | deutscher Indologe |
| GEBURTSDATUM     | 1966               |
| GEBURTSORT       | Braunschweig       |